# Пико (род)
Пико (Пико делла Мирандола) (итал. Pico della Mirandola) — итальянский синьориальный род, правивший в Мирандоле и Конкордии в 1354—1708 гг., а также в некоторых иных городках Северной Италии (Скальдазоле, Сан-Мартино-ин-Спино, Родди). Известнейшим представителем рода является Джованни Пико делла Мирандола — знаменитый итальянский мыслитель эпохи Возрождения, один из основоположников раннего гуманизма. 

## История рода

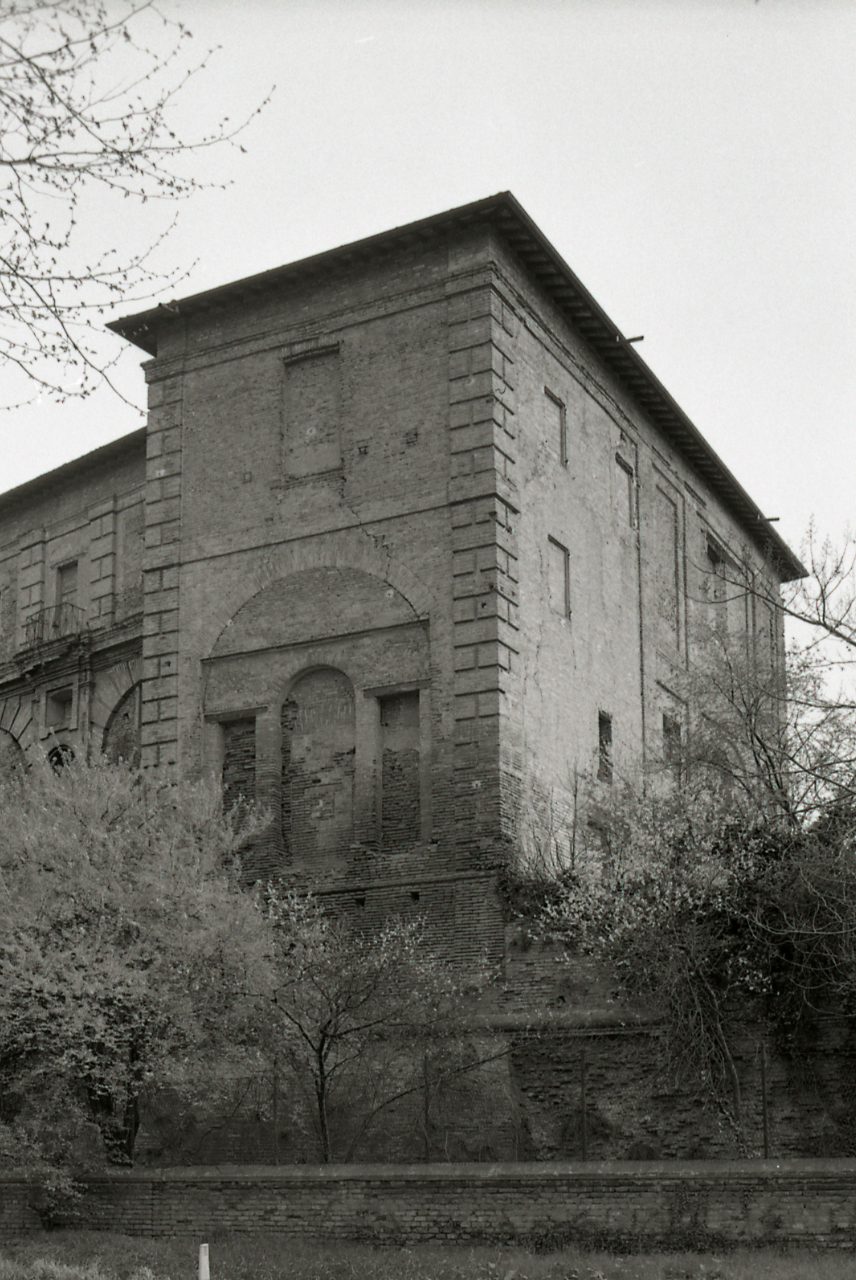
Castello dei Pico, Mirandola. Foto Paolo Monti, 1976.

Основателем рода считается кондотьер Франческо ди Бартоломео Пико, ставший синьором Мирандолы в 1311 г. Однако утвердились Пико в качестве синьоров Мирандолы и Конкордии только в 1354 г. В 1432 г. они получили титул графов Конкордии, в 1533 г. — титул графов Мирандолы, в 1596 г. Пико стали князьями Мирандолы и маркизами Конкордии, а в 1619 г. Мирандола получила статус герцогства. К 1711 г. все их владения перешли к дому Эсте.

## ПравителиМирандолыиКонкордии
- Франческо I 1311—1321
- Франческо II ди Паоло 1354—1399
  - соправители:

1. Спинетта ди Паоло 1354—1399
2. Прендипарте ди Паоло 1354—20.06.1394
3. Томмазино ди Паоло 1354—09.04.1394

- Франческо III ди Франческо 1399—1461, 1-й граф Конкордии с 1432, синьор Скальдазоле с 1423
  - соправители:

1. Аяче ди Спинетта 1399—10.1429
2. Джованни ди Франческо 1399—15.11.1451
3. Джанфранческо I ди Джованни (р. 1415) 15.11.1451—1461

- Джанфранческо I ди Джованни (р. 1415) 1461—08.11.1467
- Галеотто I ди Джанфранческо (р. 1442) 1467—07.04.1499
  - соправители:

1. Антонио Мария ди Джанфранческо (1444—10.03.1501) 1467—1482, генерал императорской армии

- Джанфранческо II ди Галеотто (р. 1469) 1499—1502, 01.1511—06.1511, 1514—15.10.1533
- Федерико I ди Галеотто (р. 1470) 1502—1504
- Лудовико I ди Галеотто (р. 1472) 1502—15.12.1509
- Галеотто II ди Лудовико (1508—20.11.1550) 15.12.1509—1511, 15.10.1533—1550, 1-й граф Мирандолы с 1533
- Лудовико II ди Галеотто (р. 1527) 20.11.1550—18.12.1568
- Галеотто III ди Лудовико (1563—16.8.1597) 18.12.1568—1592, рыцарь Мальтийского ордена
- Федерико II ди Лудовико (р. 1564) 1592—7.9.1602, 1-й князь Мирандолы и маркиз Конкордии 1596
- Алессандро I ди Лудовико (р. 1566) 7.9.1602—2.12.1637, 1-й герцог Мирандолы с 1619
  - соправители:

1. Галеотто IV ди Алессандро (1603—9.6.1637), наследный принц

- Алессандро II ди Галеотто (р. 30.3.1631) 02.12.1637—03.02.1691, генерал французской армии
  - соправители:

1. Франческо Мария I ди Алессандро (26.10.1661—19.4.1689), наследный принц

- Франческо Мария II ди Франческо Мария (30.9.1688—1747) 03.02.1691—04.07.1708
  - соправители:

1. Бриджида (17.12.1633—24.1.1720), дочь Галеотто IV, принцесса-регент 03.02.1691—12.1705

## Синьоры и графыРодди
- Джантоммазо (1492—1567), сын Джанфранческо II, 15.2.1534—1567
- Паоло (03.1511—1567), сын Джанфранческо II, 29.1.1538—1567
- Джироламо ди Джантоммазо (1525—1588) 1567—1588

соправители:
1. Марцио ди Паоло (1540—1584), бастард Паоло, 1567—1584
2. Томмазо ди Марцио (1565—1587) 1584—1587

- Элеонора (р. 1565), дочь Паоло, 15.11.1588—1620, с 12.12.1588 графиня Родди (мужья: с 1584 Асканио Андреази, граф Ривальта (ум. 1593); с 1595 Энрико Бьяндрате ди Сан-Джорджио, граф Фоглиццо (ум. 13.9.1633))

## Другие представители рода
- Паоло ди Прендипарте (ум. 1355), внук Франческо I, подеста Вероны, синьор Сан-Мартино-ин-Спино с 1353 г.
- Таддеа, дочь Франческо III, синьора Скальдазоле с 1461 г., жена Джакомо Маласпина, маркграфа Массы (ум. после 29.3.1481)
- Джованни Пико делла Мирандола (24.2.1463—17.11.1497), сын Джанфранческо I, философ-гуманист
- Галеотто (18.8.1663—1710), сын Алессандро II, синьор Сан-Мартино-ин-Спино
- Джованни (19.10.1667—15.9.1723 или 1710), сын Алессандро II, маркиз Кварантоли
- Алессандро III ди Джованни (1710—1787), маркиз Кварантоли и Конкордии, аббат Сан-Жозе де Бенавидес (Аббат Пико) 1728—1748, последний мужчина из рода Пико